# Arroyo Hondo, San Luis Potosí
Arroyo Hondo är en ort i Mexiko.   Den ligger i kommunen Zaragoza och delstaten San Luis Potosí, i den centrala delen av landet, 300 km nordväst om huvudstaden Mexico City. Arroyo Hondo ligger 2 101 meter över havet och antalet invånare är 204.
Terrängen runt Arroyo Hondo är kuperad åt sydost, men åt nordväst är den platt. Terrängen runt Arroyo Hondo sluttar västerut. Runt Arroyo Hondo är det ganska glesbefolkat, med 31 invånare per kvadratkilometer. Närmaste större samhälle är Zaragoza, 5,0 km sydväst om Arroyo Hondo. Omgivningarna runt Arroyo Hondo är i huvudsak ett öppet busklandskap.